# هیبارت (آلاباما)
هیبارت (به انگلیسی: Hybart) یک منطقهٔ مسکونی در ایالات متحده آمریکا است که در آلاباما واقع شده‌است. هیبارت ۲۴٫۰۸ متر بالاتر از سطح دریا واقع شده‌است.